# Бавленкур
Бавленкур (фр. Bavelincourt) насеље је и општина у североисточној Француској у региону Пикардија, у департману Сома која припада префектури Амјен.
По подацима из 2011. године у општини је живело 129 становника, а густина насељености је износила 16,65 становника/km². Општина се простире на површини од 7,75 km². Налази се на средњој надморској висини од 49 метара (максималној 128 m, а минималној 42 m).

## Демографија
| 1962. | 1968. | 1975. | 1982. | 1990. | 1999. | 2011. |
| ----- | ----- | ----- | ----- | ----- | ----- | ----- |
| 63    | 87    | 81    | 67    | 74    | 85    | 129   |

График промене броја становника у току последњих година